# Trichomycterus areolatus
Trichomycterus areolatus är en fiskart som beskrevs av Valenciennes, 1846. Trichomycterus areolatus ingår i släktet Trichomycterus och familjen Trichomycteridae. IUCN kategoriserar arten globalt som otillräckligt studerad. Inga underarter finns listade i Catalogue of Life.